# Kjungkjui-Rassocha
Die Kjungkjui-Rassocha (russisch Кюнгкюй-Рассоха) ist der etwa 185 km lange linke Quellfluss der Rassocha, ein Nebenfluss des Popigai, in der russischen Region Krasnojarsk im nördlichen Sibirien.

## Verlauf
Die Kjungkjui-Rassocha hat ihr Quellgebiet auf dem Anabarplateau, das Teil des Mittelsibirischen Berglands ist, auf einer Höhe von etwa 600 m. Sie durchfließt das Hochland in überwiegend nördlicher Richtung und trifft schließlich auf die Nalim-Rassocha, die weiter östlich verläuft, und vereinigt sich mit dieser zur Rassocha. Das etwa 8070 km² große Einzugsgebiet ist unbewohnt. Zwischen Ende September und Anfang Juni sind die Flüsse der Region gewöhnlich eisbedeckt.